# Pullai Árpád
Pullai Árpád (Kecskemét, 1925. szeptember 3. – Budapest, 2015. június 10.) magyar olajbányász, közlekedés- és postaügyi (1976–1983), majd közlekedési miniszter (1983–1984).

## Élete
Pullai Károly rendőr törzsőrmester és Szentkirályi Terézia fiaként született. Fiatalon kétéves mezőgazdasági szakiskolát végzett, amit 1945-ben fejezett be, ezt követően rövid ideig a kecskeméti munkaelosztó hivatalnál dolgozott alkalmazotti beosztásban, majd a Hangya Szövetkezet helyi fiókjának személyzeti vezetője lett. Közben, már 1944-től tagja volt a Magyar Kommunista Pártnak (MKP), ahonnan az 1940-es évek második felében a Magyar Dolgozók Pártjába (MDP), onnét pedig az 1956-os forradalmat követően a Magyar Szocialista Munkáspártba (MSZMP) lépett át; közben rövid ideig – pártutasításra – a Nemzeti Parasztpártnak is tagja volt.
A második világháborút követően 1945–1946 között a Magyar Demokratikus Ifjúsági Szövetség (MADISZ, később DISZ) területi titkára lett a szövetség Dél-Pest megyei, majd Vas megyei részlegében; közben Füzesgyarmaton elvégzett egy olajfúró-mesteri tanfolyamot is, ami után a községben helyezkedett el olajbányászként. 1947 februárjától két hetes pártiskolát végzett, ezután az MKP, illetve az MDP Központi Vezetősége (KV) Szervezési, 1950-től pedig a KV Párt- és Tömegszervezeti Osztályának munkatársa volt. 1952-ben, az MDP Központi Pártiskoláján tanszékvezető tanári kinevezést is kapott.
1955-től a DISZ debreceni Városi Bizottságának titkára volt, 1956 novembere után pedig az akkor alakult MSZMP helyi első titkárává választották; rövid ideig Hajdú-Bihar megyei titkár is volt. 1957-ben a Pártélet című folyóirat élére helyezték főszerkesztői minőségben, majd a KISZ Központi Bizottságának (KB) apparátusába került, előbb mint titkár, majd 1961. szeptember 14. és 1964. január 6. között a KB első titkára. Közben, 1961. szeptember 12-ével az MSZMP KB póttagjává is megválasztották; rendes tag 1962. november 24. és 1985. március 28. között volt. A KB Párt- és Tömegszervezetek Osztályát 1963. december 5. és 1966. december 3. között vezette, az ideológiai és alsószintű pártszervezési titkári funkciót 1966. december 3. és 1976. október 26. között töltötte be. 1966–1970 között a KB Agitációs és Propaganda Bizottsága, 1970-től az Ifjúsági Bizottság és a Pártépítési Munkaközösség tagja is lett, utóbbiból 1975-ben került ki. 1973 áprilisától Komócsin Zoltánt is helyettesítette a külügyi titkári teendőkben, majd 1974. júniustól az 1975. évi pártkongresszusig ellátta a külügyi KB-titkári feladatokat is.
1976. október 29-én nevezték ki közlekedési és postaügyi miniszterré, e tisztséget a tárca átszervezéséig, 1983. június 30-áig viselte, másnaptól az újonnan megszervezett Közlekedési Minisztérium első embere lett. Miniszteri tisztségéből majdnem pontosan egy évvel később, 1984. június 27-én mentették, s egyúttal nyugdíjazták. Évtizedeken át országgyűlési képviselői mandátumot is viselt: 1963. február 24-én a Hazafias Népfront budapesti listáján jutott be először a Parlamentbe, 1971. április 25. és 1980. március 6. között pedig Veszprém megye 11. számú (ajkai) egyéni választókerületét képviselte.
Komócsin Zoltán, Biszku Béla és Gáspár Sándor köreihez tartozva az 1960-70-es évek fordulóján keményvonalas munkásellenzéki (szélsőbaloldali) politikusnak, s az 1967-68-tól bevezetett új gazdasági mechanizmus ellenfelének számított, 1972-ben részt vett a Kádár János megbuktatására tett kísérletben is.

## Díjai, elismerései
- Munka Érdemrend (1955 és 1962)
- Magyar Szabadság Érdemrend ezüst fokozata (1957)
- Felszabadulási Jubileumi Emlékérem (1970)
- Dimitrov-emlékérem (bolgár, 1973)
- a A Munka Vörös Zászló Érdemrendje (1985)

## Főbb művei
- Agitációs és propagandamunkánk néhány elméleti és módszertani kérdése. Pullai Árpád előadói beszéde az Országos Agitációs és Propaganda Tanácskozáson, 1969. (Bp., Kossuth, 1970)
- Emeljük a pártpropaganda színvonalát. (Pártélet, 1970)
- A Magyar Szocialista Munkáspárt ifjúságpolitikájának néhány kérdéséről. (Az MSZMP KB Politikai Akadémiája. Bp., 1971)
- A pártélet, a pártmunka időszerű kérdései. (Bp., Kossuth, 1975)